# Lakeview (Alabama)
Lakeview es un pueblo ubicado en el condado de DeKalb en el estado estadounidense de Alabama. En el censo de 2000, su población era de 163.

## Demografía
En el 2000 la renta per cápita promedia del hogar era de $ 36.250$, y el ingreso promedio para una familia era de 41.875$. El ingreso per cápita para la localidad era de 35.714$. Los hombres tenían un ingreso per cápita de 30.250$ contra 13.500$ para las mujeres.

## Geografía
Lakeview está situado en 34°23′32″N 85°58′24″O / 34.39222, -85.97333 (34.392298, -85.973244).
Según la Oficina del Censo de los EE. UU., la ciudad tiene un área total de 0.63 millas cuadradas (1.63 km²).